# المراوح (الملاجم)

تعديل مصدري - تعديل

المراوح هي إحدى قرى عزلة ذى خير بمديرية الملاجم التابعة لمحافظة البيضاء، بلغ تعداد سكانها 159 نسمة حسب تعداد اليمن لعام 2004.